# Altes Feld bei Dainrode
Altes Feld bei Dainrode este o arie protejată (arie de protecție specială avifaunistică — SPA) din Germania întinsă pe o suprafață de 439,2 ha, integral pe uscat.

## Localizare
Centrul sitului Altes Feld bei Dainrode este situat la coordonatele 51°04′05″N 8°53′16″E / 51.0681°N 8.8878°E.

## Înființare
Situl Altes Feld bei Dainrode a fost declarat arie de protecție specială avifaunistică în noiembrie 2004 pentru a proteja 3 specii de animale.

## Biodiversitate
Situată în ecoregiunea continentală, aria protejată nu include niciun habitat protejat.
La baza desemnării sitului se află mai multe specii protejate de  păsări (3): Grus grus grus, ploier auriu (Pluvialis apricaria), nagâț (Vanellus vanellus).